# Allolabus lewisi
Allolabus lewisi es una especie de coleóptero de la familia Attelabidae.

## Distribución geográfica
Habita en la China, Japón y Corea.